# Gustave Mendel
Pour les articles homonymes, voir Mendel.
Gustave Mendel (Reims, 29 juin 1873 - Paris, 10 mai 1938) est un archéologue français.

## Biographie

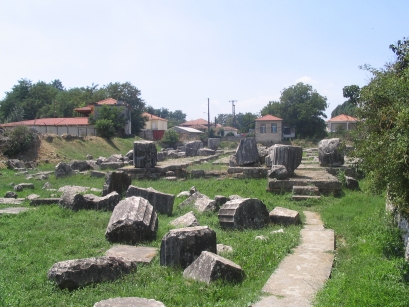
Le temple Athena Alea à Tegea

Après ses études secondaires à Reims, il devient élève d'Henri Bergson au lycée Henri-IV et est reçu à l'École normale supérieure en 1893. 
Agrégé de lettres (1897), membre de l'École française d'Athènes (1898-1903), il fouille à Thasos avec Paul Perdrizet (1899) et est chargé fin 1900 des fouilles de Piali (Tégée) où il continue de dégager le temple fédéral arcadien d'Athéna Alea. Il travaille aussi au Ptoïon en Béotie où il prend la suite de Maurice Holleaux. 
Professeur à la Faculté des lettres de Bordeaux (1903), il est chargé en 1904 d'une mission en Turquie où il restera dix ans. Devenu Conservateur adjoint des Musées de Constantinople, il participe à de nombreux chantiers archéologiques, essentiellement en Anatolie et obtient des autorités turques, pour la France, les sites d'Aphrodisias (Carie (1905) et de Claros (1913). 
En 1914, il est mobilisé et participe à l'expédition des Dardanelles. Il contribue aussi à l'organisation du Service des antiquités du corps expéditionnaire français.

## Travaux
- Musées impériaux ottomans. Catalogue des figurines grecques de terre cuite, 1908
- Catalogue du Musée Brousse, 1908
- Musées impériaux ottomans. Catalogue des sculptures grecques, romaines et byzantines, I (1912), II (1914), III (1914)